# Flying Cadets

Flying Cadets est un film américain réalisé par Erle C. Kenton et sorti en 1941. 

## Synopsis
À l'aéroport Monarch, Bob Ames est ravi que sa nouvelle école de pilotage pour former les futurs pilotes militaires soit prête à ouvrir. Son partenaire, "Trip Hammer" lui apprend que le financement est venu de la petite amie de Bob, Kitty Randall et de son père. Kitty prend actuellement des cours de pilotage avec Trip.
Trip reçoit un appel téléphonique du frère de Bob, le capitaine Rodcliffe "Rocky" Ames, un héros de la Première Guerre mondiale devenu un soldat de fortune, qui accepte d'aider à l'école de pilotage, en échange de la prise en charge de ses dettes de jeu à New York. Trip convainc Bob que l'école a besoin du nom de Rocky pour attirer les clients, ainsi que d'un contrat de formation gouvernemental.

## Fiche technique
- Réalisation : Erle C. Kenton
- Scénario : George Waggner, Roy Chanslor, Stanley Rubin
- Producteur : Paul Malvern
- Photographie : John W. Boyle
- Genre : Aventures[1]
- Montage : Otto Ludwig
- Production : Universal Pictures
- Durée: 60 minutes
- Date de sortie :
  - États-Unis : 24 octobre 1941

## Distribution
- William Gargan : "Trip" Hammer
- Edmund Lowe : Captaine Rockcliffe Ames
- Peggy Moran : Kitty Randall
- Frank Albertson : Bob Ames
- Frankie Thomas : Newton R. Adams
- Riley Hill : Barnes
- Charles Williams : Mr. Prim
- John Maxwall : "Pinkie" Taylor
- George Melford : Train Conductor
- Arch Hendricks : le Colonel
- Louise Lorimer : Mary Adams Ames

## Production
Le film a été produit avant l'entrée en guerre des américains dans la Seconde Guerre mondiale, à l'époque où le gouvernement encourageait les studios d'Hollywood à produire des films qui incitent les jeunes à rejoindre l'armée de l'air.